# مسافر زمان (مجموعه تلویزیونی)
مسافر زمان یک مجموعه تلویزیونی محصول سال ۱۳۸۲ به کارگردانی مسعود نوابی، نویسندگی سیدرضا حسینی فاطمه خدامی کیانوش اسلامی و تهیه‌کنندگی داود اجاقلو می‌باشد که از شبکه دو پخش شد.چند سال بعد سری دوم آن نیز ساخته شد.

## بازیگران
- صبا کمالی در نقش مینا
- زهره حمیدی در  نقش مادر مینا
- برزو ارجمند
- بهزاد فراهانی در نقش سلطان
- حامد کلاهداری
- سیامک اشعریون
- شهرام پوراسد در نقش ارسلان
- علی طالب‌لو
- علیرضا خمسه در نقش آقای تق تقی/پدر بهروز
- فخرالدین صدیق‌شریف در نقش پدر مینا
- کاظم افرندنیا
- امید آهنگر
- مجید مشیری در نقش ساواکی/رئیس زندان
- شمسی فضل‌الهی در نقش مادربزرگ ارسلان
- هاشم روحانی
- محمدرضا نوروزی‌فر
- مهدی فقیه
- زویا امامی